# 武智志穂
武智 志穂（たけち しほ、1985年5月31日 - ）は、日本・大阪府出身のモデル、女優。現在アソビシステムに所属している。
『SEDA』、『mina』といった青文字系雑誌の読者モデルとして高い支持を受けている。

## 来歴
10代の時に関西系雑誌のスナップオーディションでグランプリに選ばれた。読者モデルを始めてから2年ほどは大阪から東京まで通っていた。
2010年3月10日、オフィシャルBOOK「どもっ、武智志穂です」を発表。また、自身がプロデュースしたブランド「g.Sphere（グランスフィア）」の期間限定ショップを2011年4月29日から5月8日まで、ラフォーレ原宿にオープンした。
2012年1月に関西テレビで放送されたドラマ『堀江ブギーデイズ!』で女優デビュー。4月には着物姿で京都を案内する『武智志穂のかわいい京都＊しあわせさんぽ』を発売した。7月から関西テレビの音楽番組『音エモン』の進行役を務めている。同年9月22日、23日にはイベント「HARAJUKU KAWAii!! 2012 FES」に出演した。
2014年には自身のセレクトショップ「thpry+color（スプリーカラー）」が発足。通販ウェブサイト「RUNWAY channel」と「ZOZOTOWN」を通して4月より販売開始となった。

## 私生活
2012年5月に一般会社員との入籍を発表したが、2016年3月16日に自身のブログで離婚を発表。
2020年3月8日、再婚と双子の妊娠を報告。7月2日、帝王切開により双子の男児を出産。

## 書籍
- どもっ、武智志穂です（2010年3月10日、KKベストセラーズ・『Used Mix』増刊）ASIN B003A066SC
- 武智志穂familiar（2010年5月、学研パブリッシング）ISBN 978-4054045873
- 武智志穂と行く かわいいマレーシア（2010年12月7日、朝日新聞出版）ISBN 978-4022508218
- 武智志穂のかわいい京都☆しあわせさんぽ（2012年4月、ダイヤモンド社・〈地球の歩き方BOOKS〉）ISBN 978-4478042571
- 武智志穂 Serendipity（2012年11月20日、学研パブリッシング）ISBN 978-4054055353

## 出演

### テレビ
- 堀江ブギーデイズ!（2012年1月 - 3月、関西テレビ)  - サヤカ役
- 音エモン（2012年7月 - 2014年3月、関西テレビ） - MC
- MOREはっぴーTV（2014年10月 - 2015年3月、BS-TBS）

### 雑誌
- SEDA (日之出出版)
- mina (主婦の友社)
- MORE (集英社) - モアビューティズ
- 妊活たまごクラブ-不妊治療クリニック受診ガイド 2020-2021 (ベネッセコーポレーション) [14]
- たまごクラブ-2020年9月号 (ベネッセコーポレーション) [15]

他

### PV
- ナオト・インティライミ『タカラモノ 〜この声がなくなるまで〜』2010年

### 広告
- あんず油（柳屋本店）2009-2011年